# Dansk Undergrunds Consortium
Dansk Undergrunds Consortium (DUC) ist ein Konsortium, das mehrere Ölfelder im dänischen Sektor der Nordsee ausbeutet und 2000 80 % des dänischen Erdöls und 90 % des dänischen Erdgases förderte, womit Dänemark neben dem Vereinigten Königreich und Norwegen einer der drei Öl- und Gasexporteure in Europa ist. 
Am Unternehmen sind A. P. Møller-Mærsk, Royal Dutch Shell und Texaco beteiligt. Mærsk betreibt die Ölfelder und hält 39 % der Anteile am Konsortium, Shell besitzt 46 % und Texaco 15 %.
Betrieben werden die DUC-Ölfelder von Mærsk Olie og Gas AS.
A.P. Møller erhielt 1962 die erste Bohrlizenz für das gesamte dänische Festland. Die dänische Regierung vergab die Lizenz auf 50 Jahre, wobei Møller zehn Jahre Zeit hatte, Öl zu finden. Noch im selben Jahr beteiligte sich Gulf Oil an der Aktion, beide Unternehmen zusammen gründeten DUC, an der sich wenig später Royal Dutch Shell beteiligte. Nachdem die Konzession wenig später auf den dänischen Sektor der Nordsee ausgeweitet wurde, beteiligten sich auch Chevron und Texaco. Gulf Oil verließ das Konsortium 1974, Chevron 1986. Seit den 1980ern hat DUC erste Konzessionen in der dänischen Nordsee aufgegeben, seit 1998 beuten auch andere Unternehmen dieses Gebiet aus. Seit 1991 produzieren die DUC-Ölfelder mehr Öl als in Dänemark verbraucht wird. 
Geologen im Auftrag von DUC entdeckten 1966 das relativ kleine Kraka-Feld in der Nordsee und 1968 das erste Gas. 1971 fanden sie das Dan-Feld, dass den ersten größeren Fund in Dänemarks Gewässern darstellte, 1980 folgten Gorm und Skjold.